# Ernst Nägeli (Schriftsteller, 1919)
Ernst Nägeli (* 9. März 1919 in Hasliberg-Hohfluh; † 12. August 1996) war ein Schweizer Schriftsteller und Journalist.

## Leben und Wirken

### Herkunft
Ernst Nägeli wuchs als Bergbauernsohn auf dem Hasliberg auf. Nach dem frühen Tod seines Vaters Heinrich führte er gemeinsam mit Bruder und Mutter den Hof weiter. 1946 heiratete er Walpurga Ganz. Das Paar zog vom Hasliberg weg und bewirtschaftete auf dem Hirzel (ZH) einen Bauernhof. 1954 musste Ernst Nägeli aus gesundheitlichen Gründen den Bauernberuf aufgeben und kehrte mit seiner Familie (5 Kinder) auf den Hasliberg zurück, mit dem Wunsch, dort als freier Schriftsteller leben zu können.

### Bauerndichter
Bereits in seiner Jugend begann der naturverbundene Knabe zu schreiben und veröffentlichte erste Texte in verschiedenen Zeitungen und Volkskalendern. Wie sein Vorbild Alfred Huggenberger wollte er ein Bauerndichter werden. 1938 erschien die erste Novellensammlung des 19-jährigen und im Folgejahr sein erster Roman Das Mark im Bauernholz. Der Schriftsteller Gustav Renker war sein wichtigster Förderer. Der junge Nägeli wurde als «eine der stärksten Hoffnungen des bodenständigen schweizerischen Schrifttums» bezeichnet und bald zu einem häufig gelesenen Volksschriftsteller. 1952 erhielt er einen Literaturpreis der Stadt Bern.
Nach den grossen Umwälzungen des Zweiten Weltkriegs und dem Umbruch in der schweizerischen Literaturszene galt das Genre, in welchem Nägeli bekannt geworden war, bald als überlebt. Dem noch jungen Schriftsteller blieben weitere öffentliche Anerkennungen versagt und er wandte sich stärker dem Journalismus zu.

### Redaktor und Naturschützer
Seit 1961 zeichnete Nägeli als verantwortlicher Redaktor der Lokalzeitung Der Oberhasler. In seinen aktuellen politischen Kommentaren zeigte er sich als scharfer Beobachter des Zeitgeschehens. Als Wertekonservativer setzte er sich früh für politisch «progressive» Anliegen ein, wie z. B. die Förderung des biologischen Landbaus und der Alternativmedizin sowie für den Kampf gegen Atomkraftwerke. Als passionierter Bergsteiger und als Vorstandsmitglied des Naturschutzbundes Oberland kämpfte er jahrzehntelang gegen eine Verschandelung der Umwelt und für eine naturschonende und nachhaltige Entwicklung des Berggebiets. 

### Spätere Jahre
Aus Nägelis späterem Schaffen ist vor allem der Roman Die Schicksalskette als sein wohl reifstes Werk zu erwähnen. In den Siebzigerjahren veröffentlichte er zwei Erzählbände mit humorvoll geschriebenen Bergerlebnissen und später drei Sammelbände mit beschaulichen Kurzbetrachtungen. Mit dem Heimatbuch Hasliberg, dem Bergbauernroman Dem Vorgestern begegnet und mit dem Gedichtband Vun geschter, hiit- und moren... Haslitiitschi Gedicht malte er ein Bild von Leben und Brauchtum auf dem Hasliberg.

### Journalismus
Nägelis Stärken liegen im Bereich der Kurzgeschichte, der beschaulichen Betrachtung und des pointierten Kurzkommentars, mit dem er über Jahrzehnte die politischen Ereignisse begleitete. Dieses umfangmässig wesentlich grössere Werk ist bisher noch kaum gesichtet worden.

## Werke

### Veröffentlichungen in Buchform
- Der Ruf der Scholle. Vier Erzählungen. Loepthien Verlag Meiringen [1938] / 2. Aufl. 1947.
- Das Mark im Bauernholz. Schweizer Bauernroman. Loepthien Verlag Meiringen [1939].
- Wie sie das Glück suchen. Sechs Erzählungen. Loepthien Verlag, Meiringen [1942] / 2. Aufl. 1947.
- Der Schicksalshof. Roman. Loepthien Verlag, Meiringen [1943] / 2. Aufl. 1947.
- Acker des Lebens. Gedichte, Loepthien Verlag, Meiringen [1945].
- Erde und Menschen. Gegenwartsroman. Loepthien Verlag, Meiringen [1946].
- Heimwehkinder. Sechs Novellen. Loepthien Verlag, Meiringen [1949].
- Die Frauen vom Moorhof. Roman. Loepthien Verlag, Meiringen [1949]
- Die Strasse über den Pass. Berg- und Wilderergeschichten. Loepthien Verlag Meiringen [1951]
- Kristall zweier Herzen. Roman. Loepthien Verlag, Meiringen [1953].
- Balthasar Amweg und seine Töchter. Roman. Loepthien Verlag, Meiringen/Stuttgart [1955].
- Kreuzzug von morgen. Roman. Drei-Pässe-Verlag, Meiringen 1956
- Pflugschar und Zauberstab. Roman um den Zauberkünstler Rico Peter. Drei Kreis Verlag, Villmergen [1958].
- Aufruhr um Evelin. Roman. Loepthien Verlag, Meiringen/Stuttgart 1959.
- Bravo Mutzli. Abenteuer eines munteren Kleeblattes auf Balisalp. Loepthien Verlag, Meiringen/Stuttgart [1961] / 2. Aufl. 1965.
- Lebensfuhrleute und andere Erzählungen. Verlag Gute Schriften, Basel 1962
- Die Schicksalskette. Roman. Loepthien Verlag, Meiringen/Stuttgart 1966
- Ueber sonnige Gipfel auf den Hund gekommen. Aus dem Bordbuch eines Bergvagabunden. Buchverlag Tages-Nachrichten, Münsingen 1974.
- Immer noch locken die Berge. Aus dem Bordbuch eines Bergvagabunden. Buchverlag Tages-Nachrichten, Münsingen 1976.
- Hasliberg. Berner Heimatbücher Bd. 128, Verlag Paul Haupt, Bern 1982.
- Moment mal... Betrachtungen – Beobachtungen – Erlebnisse. Zum 65. Geburtstag von Ernst Nägeli. Kulturgruppe Hasliberg, 1984.
- Wegspuren. 52 Orientierungshilfen im Jahreslauf. Berchtold Haller Verlag, Bern 1985.
- Dem Vorgestern begegnet. Bergbauernroman, Blaukreuz-Verlag, Bern 1987.
- Vun geschter, hiit – und moren... Haslitiitschi Gedicht. Verlag Schlaefli, Interlaken 1991.
- Am Wegrand betrachtet. Begegnungen, Betrachtungen, Beobachtungen im Jahreslauf. Verlag Schaefli, Interlaken 1994.

Postum:
- Das Lied der Singdrossel. Betrachtungen, Erzählungen und Gedichte aus dem Nachlass. Mit einer biografischen Skizze zum Leben und Werk des Hasliberger Schriftstellers von Markus Nägeli. Verlag Schlaefli, Interlaken 2000.